# Corkgade
Corkgade er en gade i Århusgadekvarteret i Nordhavnen i København, der ligger mellem Trelleborggade og Århusgade. Gaden er opkaldt efter den irske havneby Cork.

## Historie og bebyggelse
Gaden ligger ligesom resten af Århusgadekvarteret i et område, der indtil 2014 var en del af Københavns Frihavn med begrænset adgang for offentligheden. Gaden hed oprindeligt Løfasvej, et navn den fik omkring 1925 efter rederiet Løfa. Rederiet var blevet grundlagt af Jean Th. Løwener og Johan Ferdinand Andersen og havde lokaler ved gaden fra 1901.
I forbindelse med områdets ophør som frihavn blev det besluttet at omdanne det til en ny bydel med boliger og erhverv, hvilket blandt andet medførte anlæg af flere nye gader. Københavns Kommunes Vejnavnenævnet ønskede at følge traditionen med at give gadenavne efter et bestemt tema, i dette tilfælde internationale havnebyer, og det både for de nye gader og en række af de eksisterende, heriblandt den hidtidige Løfasvej. Indstillingen blev godkendt på Teknik- og Miljøudvalgets møde 21. januar 2014 med virkning fra 1. marts 2014, hvor gaden kom til at hedde Corkgade.
I 2013 var den daværende Løfasvej ikke stort andet end en grusbelagt parkeringsplads, idet trafikken gik ad den parallelle Gittervej, på dette stykke i 2014 omdøbt til Tromsøgade. I løbet af 2014 blev vejforløbet imidlertid ændret, så Corkgade blev en asfalteret gade og en del af en ny forbindelse mellem Århusgade og Kalkbrænderihavnsgade, hvor det hidtil afspærrende frihavnsgitter samtidig blev fjernet. Tromsøgade blev til spærret for trafik, afbrudt ved det hidtidige kryds med Århusgade af anlæggelsen af metroens Cityringens kommende station ved Nordhavns Plads. Efterfølgende kom Tromsøgade så til at fungere som midlertidig parkeringsplads. Det var imidlertid tanken, at den senere skulle reetableres med et forløb tættere på Kalkbrænderihavnsgade, og der skulle opføres nybyggeri mellem Tromsøgade og Corkgade. Men i 2019 måtte det konstateres, at den nye Tromsøgade ikke var blevet til noget. Teknik- og Miljøudvalget besluttede derfor, at navnet i stedet skulle anvendes til en ny sidegade til Helsinkigade tæt på i kvarteret.
På den anden side af Corkgade ligger der et par bevaringsværdige erhvervsejendomme i kvarteret Den røde by, der som navnet antyder overvejende er røde, og som har fået lov at blive stående. Indimellem ligger der dog en sort træbygning med en filial af ejendomsmæglerkæden RealMæglerne.